# Tímea Nagy

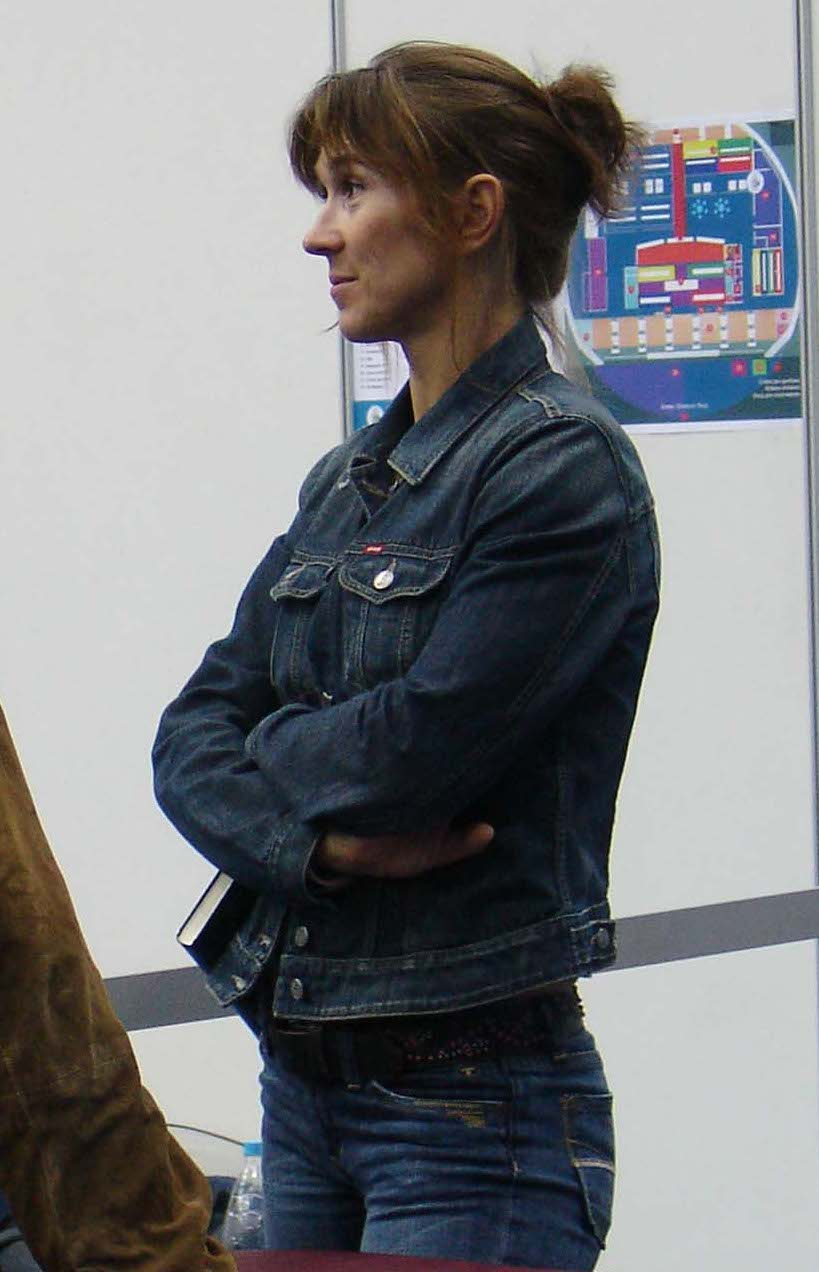
Tímea Nagy

Tímea Nagy [ˈtiːmɛ.ɒ ˈnɒɟ] (* 22. August 1970 in Budapest) ist eine ungarische Degen-Fechterin, zweifache Olympiasiegerin und sechsfache Weltmeisterin.

## Sportliche Erfolge
Tímea Nagy gewann mit der Mannschaft die Weltmeisterschaften 1992, 1993, 1995, 1997 und 1999. 1995 wurde sie in Keszthely Einzeleuropameisterin. Nagy gewann bei den Fechtweltmeisterschaften 2006 in Turin gegen die Estin Irina Embrich die Goldmedaille im Einzel.
Bei den Olympischen Spielen 1996 in Atlanta belegte Nagy mit der Mannschaft den vierten Platz und im Einzel den fünften Platz. 2000 in Sydney gewann sie am 17. September die Goldmedaille gegen die Schweizerin Gianna Hablützel-Bürki. Vier Jahre später konnte die Linkshänderin den Triumph wiederholen und gewann bei den Olympischen Sommerspielen 2004 von Athen die Goldmedaille im Degen Einzel gegen die Französin Laura Flessel-Colovic.
Nagy ist Mutter dreier Kinder.

## Auszeichnungen
Nagy wurde 2006 zur Sportlerin des Jahres in Ungarn gewählt.